# 近藤元久
近藤 元久（こんどう もとひさ、1885年12月15日 - 1912年10月6日）は日本の初期のパイロットで、ロサンゼルスの近郊で、事故死した。航空機の事故で死亡した最初の日本人である。

## 略歴
伊予松山藩士・近藤南洲の次男として大阪で生まれた。松山中学の漢学の教師をしていた叔父・近藤元弘の養子となり松山中学を卒業後、1903年に単身、渡米した。8年ほどアメリカ合衆国で暮らした後、飛行家となることをめざしてサンディエゴのカーチス飛行学校で学び、1912年（明治45年）4月27日、万国飛行免状を得た。カーチス飛行学校では武石浩玻とともに学び、同校初の日本人卒業生となった。カーチス飛行学校で日本海軍の山田忠治、河野三吉、中島知久平の三人のカーチス水上機の実習の手伝いなどをした。同年ニューヨーク州ハムモンドスポートのカーチス飛行機製造会社に入社。飛行機を購入して帰国するための資金を稼ぐために、カーカム牽引式複葉機のテスト・パイロットとして雇われ、10月6日、テスト飛行での機器破損による急速降下操作で操縦を誤り、農場の風車塔に激突し、飛行機から投げ出され塔に激突して即死した。